# Polska płonie
Polska płonie – wydany w 2004 roku przez wytwórnię muzyczną S.P. Records singel Kazika Staszewskiego promujący jego album Czterdziesty Pierwszy.

## Lista utworów
1. "Polska płonie"
2. "Ballada o Perszingu"
3. "Polska płonie - wersja ze wzbogaconym Ryszardem"
4. "Radio mówi mi co rano jako jest"
5. "Polska płonie - wersja oniryczna"
6. "Idol - wersja internetowa"
7. "Polska płonie - wersja knajpiana"
8. "Anarchia w WC 2"
9. "Polska płonie - wersja jeszcze jakaś"
10. "G.W.Bush kocha Polskę - wokal domowy (późniejszy)"
11. "Bomba z prupko"
12. "Garnyk kocha Polskę"

słowa: Kazik Staszewski
muzyka: Kazik Staszewski